# 青春トーク&トーク
『青春トーク&トーク』（せいしゅんトークアンドトーク）は、1990年4月6日から1992年3月13日までNHK教育テレビジョンで放送されていた高校生向けの討論番組である。放送時間は毎週金曜日 12:20 - 13:00 （日本標準時）。司会は大泉実成とつみきみほ。

## 放送リスト
| 初回放送日     | サブタイトル                        |
| -------------- | ----------------------------------- |
| 1990年4月6日   | バイクは解禁すべきか?!              |
| 1990年4月20日  | 男らしさ・女らしさは必要か?         |
| 1990年5月11日  | 生徒は教師を選べるか                |
| 1990年5月25日  | 文化祭には全員参加すべきか?!        |
| 1990年6月8日   | 校則違反は許されるか                |
| 1990年6月22日  | アルバイトは高校生に必要か!?        |
| 1990年7月6日   | 高校生の恋愛はどこまでも許されるか? |
| 1990年8月31日  | 高校生は化粧をしてもよいか!?        |
| 1990年9月14日  | 先輩に敬語を使うべきか              |
| 1990年9月28日  | 結婚したら女は家庭に入るべきか!?    |
| 1990年10月12日 | 高校は中退してもよいか!?            |
| 1990年10月26日 | 体罰は許されるか!?                  |
| 1990年11月9日  | 習熟度別クラス編成を導入すべきか!?  |
| 1990年11月30日 | 高校生の匿名報道は守られるべきか?   |
| 1990年12月14日 | ゆるされる戦争はあるか!?            |
| 1991年1月11日  | コンピューターは社会を豊かにするか? |
| 1991年1月25日  | “子どもの権利条約”は批准すべきか!?  |
| 1991年2月8日   | 義理チョコなんていらないか!?        |
| 1991年2月22日  | 経済発展は環境保護に優先するか!?    |
| 1991年3月8日   | 日本は誇れる国か!?                  |

| 初回放送日     | サブタイトル                               | 備考                 |
| -------------- | ------------------------------------------ | -------------------- |
| 1991年4月12日  | 制服は必要か!                              |                      |
| 1991年4月26日  | 古文は必修でよいか?                        |                      |
| 1991年5月17日  | 教師の役割                                 |                      |
| 1991年5月31日  | 生徒会の機能                               |                      |
| 1991年6月14日  | 学校5日制は導入するべきか                  |                      |
| 1991年6月28日  | 飲酒の年齢制限                             |                      |
| 1991年7月12日  | 親からこづかいをもらうべきか!              |                      |
| 1991年8月30日  | 東京は高校生にとって住みよい街か           |                      |
| 1991年9月13日  | 高校生は自分専用の電話機を持ってもよいか!? | パネリスト：鹿沼健介 |
| 1991年9月27日  | 大学入試センター試験は必要?                |                      |
| 1991年10月11日 | フリーターは進路になりうるか!?             |                      |
| 1991年10月25日 | ミス・コンテストはあってもよいか?!         |                      |
| 1991年11月8日  | 高校生は親離れすべきか?                    |                      |
| 1991年11月22日 | 親の老後の世話について                     |                      |
| 1991年12月6日  | 男と女に友情は成立するか!?                 |                      |
| 1992年1月10日  | 流行にのるのはよいことか!?                 |                      |
| 1992年1月24日  | 許される戦争はあるか!?                     |                      |
| 1992年2月7日   | 捕鯨は再開すべきか!?                       |                      |
| 1992年2月21日  | ガンの告知は必要か!?                       |                      |
| 1992年3月6日   | 日本の教育は今のままでよいか!?             |                      |